# Liste der schwersten Terroranschläge
Die Liste der schwersten Terroranschläge listet die schwersten Terroranschläge auf.

## Erläuterung
In der Spalte Politische Ausrichtung ist die politische bzw. weltanschauliche Einordnung der Täter angegeben: faschistisch, rassistisch, nationalistisch, nationalsozialistisch, sozialistisch, kommunistisch, antiimperialistisch, islamistisch (schiitisch, sunnitisch, deobandisch, salafistisch, wahhabitisch), hinduistisch. Bei vorrangig auf staatliche Unabhängigkeit oder Autonomie zielender Ausrichtung ist autonomistisch vorangestellt, gefolgt von der Region oder der Volksgruppe und ggf. weiteren Merkmalen der Täter: armenisch, irisch (katholisch), kurdisch, tirolisch, tschetschenisch, dagestanisch, punjabisch (sikhistisch), palästinensisch.
Eingeklammerte und mit Pluszeichen versehene Opferangaben, wie z. B. (+19), benennen die Zahl der zu Schaden gekommenen Täter.
Wenn die Zahl der Opfer 20 oder mehr beträgt, ist sie fett dargestellt. Beträgt sie 50 oder mehr, ist sie außerdem unterstrichen.

## Liste der schwersten Anschläge nach Opferzahlen

### 500+
| Datum/Beginn       | Ort                                                    | Artikel/Nachweis | Täter | Politische Ausrichtung | Mittel                                                                                                | Ziel | Tote       | Verletzte | Hintergrund                        |
| ------------------ | ------------------------------------------------------ | --- | --- | --- | --- | --- | ---------- | --------- | ---------------------------------- |
| 11. September 2001 | New York City, Arlington County, Somerset County (USA) | Terroranschläge am 11. September 2001 | al-Qaida | islamistisch | Flugzeuge                                                                                             | Gebäude | 2977 (+19) | 6000+     |                                    |
| 20. März 1995      | Tokio (Japan)                                          | Giftgasanschlag in der Tokioter U-Bahn | Ōmu Shinrikyō                                                                                                | religiös | Giftgas (Sarin)                                                                                       | U-Bahn | 13         | 6252      |                                    |
| 07. August 1998    | Daressalam (Tansania), Nairobi (Kenia)                 | Terroranschläge auf die Botschaften der Vereinigten Staaten in Daressalam und Nairobi | al-Qaida, al-Dschihad                                                                                        | salafistisch, wahhabitisch, panislamisch, antikommunistisch, antizionistisch, antisemitisch                                                        | Sprengstoff                                                                                           | Gebäude | 233 (+2)   | 4085+     |                                    |
| 13. April 1994     | Kigali (Ruanda)                                        | [ 7 ] | Interahamwe                                                                                                  | rechtsextremistisch | Automatische Schusswaffe(n), Macheten                                                                 | Kirche, Tutsi-Flüchtlinge | 4000+      |           | Völkermord in Ruanda               |
| 15. Juli 2016      | Ankara, Istanbul, Malatya, Marmaris (Türkei)           | Putschversuch in der Türkei 2016 | Peace at Home Council                                                                                        | | Putschversuch, Schusswaffen, Militärhelikopter, Militärflugzeug, Sprengstoff, Scharfschützengewehr(e) | Rundfunkgebäude, Militärgebäude, Flughafen, Polizeistationen, Fernsehsender, Mautstelle, Polizeifahrzeuge, Panzer, Hotel, Zivilisten                                                                                             | 246 (+46+) | 2185      |                                    |
| 14. August 2007    | al-Qahtaniyya, al-Dschazira (Irak)                     | Anschlag von Sindschar | vermutlich al-Qaida im Irak                                                                                  | salafistisch, wahhabitisch, panislamisch, antikommunistisch, antizionistisch, antisemitisch                                                        | 4 Autobomben                                                                                          | Jesiden | 796        | 1562      | Irakischer Widerstand              |
| 11. März 2004      | Madrid (Spanien)                                       | Madrider Zuganschläge | vermutlich Abu Hafs al-Masri Brigades                                                                        | islamistisch | 10 Sprengsätze                                                                                        | Pendlerzüge am Bahnhof Atocha | 191        | 2051      |                                    |
| 18. Februar 1983   | Assam (Indien)                                         | Massaker von Nellie | Assam-Bewegung                                                                                               | nationalistisch | Speere, Hiebwaffen, Knüppel, Schusswaffen                                                             | Bengalische Muslime | 2191       |           | Assam-Bewegung                     |
| 12. Juni 2014      | Tikrit (Irak)                                          | Massaker von Tikrit | Islamischer Staat                                                                                            | salafistisch, wahhabitisch | Entführung, Massenexekution                                                                           | Soldaten | 1566       |           | Aufstand im Irak (nach US-Rückzug) |
| 09. März 2016      | Kirkuk (Irak)                                          | [ 38 ] | Islamischer Staat                                                                                            | salafistisch, wahhabitisch | Senfgasraketen                                                                                        | | 3          | 1500      | Aufstand im Irak (nach US-Rückzug) |
| 31. Januar 1996    | Colombo (Sri Lanka)                                    | Anschlag in Colombo 1996 | Liberation Tigers of Tamil Eelam                                                                             | autonomistisch, tamilisch-sozialistisch | Selbstmordattentäter mit Autobombe                                                                    | Bankgebäude, Zivilisten | 90 (+1)    | 1400      | Bürgerkrieg in Sri Lanka           |
| 31. August 1999    | Buinaksk, Moskau, Wolgodonsk (Russland)                | Sprengstoffanschläge auf Wohnhäuser in Russland | angeblich tschetschenische Separatisten                                                                      | autonomistisch-tschetschenisch | Sprengsätze                                                                                           | Einkaufspassage, Wohngebäude | 367        | 1000+     | Zweiter Tschetschenienkrieg        |
| 02. Februar 2008   | N’Djamena (Tschad)                                     | [ 41 ] | Rebellen | | Automatische Schusswaffen                                                                             | Soldaten, Zivilisten | 160        | 1000+     | Bürgerkrieg im Tschad 2005–2010    |
| 01. September 2004 | Beslan (Russland)                                      | Geiselnahme von Beslan | Rijadus-Salichin                                                                                             | autonomistisch tschetschenisch, islamistisch | 34 Selbstmordattentäter mit Schusswaffen, Geiselnahme                                                 | Schule | 333 (+32)  | 783       | Zweiter Tschetschenienkrieg        |
| 26. Februar 1993   | New York City (USA)                                    | Bombenanschlag auf das World Trade Center 1993 | Jamaat ul-Fuqra, al-Dschamāʿa al-islāmiyya, Hamas, Islamischer Dschihad in Palästina, National Islamic Front | islamistisch | Autobombe                                                                                             | World Trade Center | 6          | 1042      |                                    |
| 11. Juli 2006      | Mumbai (Indien)                                        | Bombenanschläge in Mumbai 2006 | Laschkar-e Taiba                                                                                             | islamistisch | 7 Schnellkochtopfbomben                                                                               | Verkehr | 209        | 817       |                                    |
| 16. Dezember 2018  | Bandundu (Demokratische Republik Kongo)                | [ 45 ] [ 46 ] [ 47 ] [ 48 ] | | | Schusswaffen, Macheten, Pfeil und Bogen, Brandstiftung, Entführung                                    | Dörfer | 890        | 82        |                                    |
| 12. März 1993      | Mumbai (Indien)                                        | [ 49 ] [ 50 ] | D-Company | | Auto- und Rollerbomben                                                                                | Banken, Hotels, Gebäude | 257        | 713       |                                    |
| 03. August 2014    | Sindschar (Irak)                                       | [ 51 ] | Islamischer Staat                                                                                            | salafistisch, wahhabitisch | Entführung                                                                                            | Jesidische Zivilisten | 953        |           | Aufstand im Irak (nach US-Rückzug) |
| 01. Oktober 2017   | Las Vegas (USA)                                        | Massenmord in Las Vegas 2017 | Stephen Paddock                                                                                              | regierungsfeindlich | Halbautomatische Gewehre                                                                              | Musikfestival | 58 (+1)    | 851       |                                    |
| 14. Oktober 2017   | Mogadischu (Somalia)                                   | Anschlag in Mogadischu am 14. Oktober 2017 | al-Shabaab                                                                                                   | wahhabitisch, islamistisch | 2 Selbstmordattentäter mit Autobomben                                                                 | Flughafen, Hotel, Zivilisten | 589 (+1)   | 316       | Somalischer Bürgerkrieg            |
| 31. Mai 1921       | Tulsa (USA)                                            | Rassenunruhen in Tulsa | Ku-Klux-Klan                                                                                                 | rassistisch | | | 100–300    | 800+      |                                    |
| 11. November 1993  | Kilinochchi (Sri Lanka)                                | [ 55 ] | LTTE | autonomistisch, tamilisch-sozialistisch | Schusswaffen, Geiselnahme                                                                             | Militärstützpunkt, Soldaten | 500 (+470) | 400       | Bürgerkrieg in Sri Lanka           |
| 25. Oktober 2009   | Bagdad (Irak)                                          | [ 56 ] [ 57 ] | Islamic State of Iraq                                                                                        | salafistisch, wahhabitisch | 2 Selbstmordattentäter mit Autobomben                                                                 | Regierungsgebäude | 151 (+2)   | 720       | Irakischer Widerstand              |
| 24. Dezember 2008  | Haut-Uele (Demokratische Republik Kongo)               | Weihnachtsmassaker 2008 | Lord’s Resistance Army                                                                                       | christlich | Äxte, Macheten, Brandstiftung, Entführung                                                             | Weihnachtskonzert, Kirche(n), Dörfer | 860+       |           | LRA-Konflikt                       |
| 19. April 1995     | Oklahoma City (USA)                                    | Bombenanschlag auf das Murrah Federal Building in Oklahoma City | Timothy McVeigh, Terry Nichols                                                                               | rechtsextremistisch, regierungsfeindlich | Autobombe                                                                                             | Regierungsgebäude | 168        | 680+      |                                    |
| 07. Juli 2005      | London (Vereinigtes Königreich)                        | Terroranschläge am 7. Juli 2005 in London | al-Qaida | islamistisch | 4 Selbstmordattentäter                                                                                | 3 U-Bahn-Züge, Doppeldeckerbus | 52 (+4)    | 784       |                                    |
| 23. Oktober 2002   | Moskau (Russland)                                      | Geiselnahme im Moskauer Dubrowka-Theater | Rijadus-Salichin, Islamic International Peacekeeping Brigade, Special Purpose Islamic Regiment               | autonomistisch-tschetschenisch, islamistisch | Geiselnahme                                                                                           | Theater | 133 (+40)  | 700+      | Zweiter Tschetschenienkrieg        |
| 22. Mai 2017       | Manchester (Vereinigtes Königreich)                    | Terroranschlag in Manchester am 22. Mai 2017 | Salman Abedi (Islamischer Staat)                                                                             | salafistisch, wahhabitisch | Selbstmordattentäter                                                                                  | Konzert, Zivilisten | 22 (+1)    | 800+      |                                    |
| 15. November 2003  | Istanbul (Türkei)                                      | Terroranschläge in Istanbul 2003 | al-Qaida, İBDA-C                                                                                             | salafistisch, wahhabitisch, panislamisch, antikommunistisch, antizionistisch, antisemitisch, sunnitisch-islamistisch, islamisch-fundamentalistisch | 4 Selbstmordattentäter mit Autobomben                                                                 | Bankgebäude, britische Botschaft, 2 Synagogen, Zivilisten | 54 (+4)    | 750       |                                    |
| 21. November 1992  | nahe Duschanbe (Tadschikistan)                         | [ 74 ] | | | Automatische Schusswaffe(n)                                                                           | Flüchtlingslager | 0          | 800       |                                    |
| 17. März 2000      | Kasese (Uganda)                                        | [ 75 ] [ 76 ] | Bewegung für die Einsetzung der Zehn Gebote Gottes                                                           | religiös | Massensuizid                                                                                          | Sektenmitglieder | 778        | 0         |                                    |
| 03. Juni 2019      | Khartum (Sudan)                                        | [ 77 ] | TMC, Dschandschawid                                                                                          | arabisch-nationalistisch | Schuss- und Stichwaffen, Fahrzeuge                                                                    | Demonstration | 118        | 650+      | Proteste im Sudan 2018–19          |
| 01. Oktober 1982   | Teheran (Iran)                                         | [ 78 ] | | | Autobombe                                                                                             | | 60         | 700       |                                    |
| 29. August 1984    | The Dalles (USA)                                       | Anschlag in The Dalles | Bhagwan-Bewegung                                                                                             | religiös | Salmonellen                                                                                           | 10 Salatbars | 0          | 751       |                                    |
| 21. April 2019     | Batticaloa, Colombo, Negombo (Sri Lanka)               | Terroranschlag in Sri Lanka am Ostersonntag 2019 | National Thowheeth Jama’ath                                                                                  | islamistisch | 11 Selbstmordattentäter, Sprengsätze                                                                  | Kirchen, Hotels, Wohnanlage | 258        | 485       |                                    |
| 14. September 2005 | Bagdad (Irak)                                          | [ 89 ] | al-Qaida im Irak                                                                                             | salafistisch, wahhabitisch, panislamisch, antikommunistisch, antizionistisch, antisemitisch                                                        | Sprengsätze                                                                                           | Zivilisten | 160        | 542+      | Irakischer Widerstand              |
| 15. April 2014     | Bentiu (Südsudan)                                      | [ 90 ] | Sudan People’s Liberation Movement in Opposition                                                             | | Schusswaffen                                                                                          | Moschee | 287        | 400       | Bürgerkrieg im Südsudan seit 2013  |
| 10. Juni 2014      | Badusch (Irak)                                         | [ 91 ] | Islamischer Staat                                                                                            | salafistisch, wahhabitisch | Massenexekution                                                                                       | Schiitische Gefängnisinsassen | 670        | 0         | Aufstand im Irak (nach US-Rückzug) |
| 27. Juni 1994      | Matsumoto (Japan)                                      | [ 92 ] | Ōmu Shinrikyō                                                                                                | religiös | Sarin, versprüht mit umgebautem Kühlwagen                                                             | Bürger, Richter | 8          | 660       |                                    |
| 19. August 2009    | Bagdad (Irak)                                          | [ 93 ] | Islamic State of Iraq                                                                                        | salafistisch, wahhabitisch | Selbstmordattentäter mit Autobombe, 6 Autobomben                                                      | Finanzministerium | 101 (+1)   | 552       | Irakischer Widerstand              |
| 16. April 1925     | Sofia (Bulgarien)                                      | Bombenanschlag auf die Kathedrale Sweta Nedelja | Bulgarische Kommunistische Partei                                                                            | kommunistisch | Sprengstoff                                                                                           | Gebäude | 150        | 500       |                                    |
| 01. Juni 2016      | al-Anbar (Irak)                                        | [ 94 ] | Kata’ib Hezbollah                                                                                            | irakisch-nationalistisch, schiitisch-islamistisch, antizionistisch                                                                                 | Entführung, Messer, Schaufeln, Rohre, Stöcke, Brandstiftung                                           | Flüchtlinge | 49         | 600       | Aufstand im Irak (nach US-Rückzug) |
| 10. Oktober 2015   | Ankara (Türkei)                                        | Anschlag in Ankara 2015 | Islamischer Staat                                                                                            | salafistisch, wahhabitisch | 2 Selbstmordattentäter                                                                                | Friedensdemonstration | 103 (+2)   | 508       |                                    |
| 11. Juni 1990      | Ostprovinz (Sri Lanka)                                 | [ 97 ] [ 98 ] [ 99 ] [ 100 ] [ 101 ] | Liberation Tigers of Tamil Eelam                                                                             | autonomistisch, tamilisch-sozialistisch | Automatische Schusswaffen                                                                             | Polizeistationen, unbewaffnete Polizisten | 600–774    | 1         | Bürgerkrieg in Sri Lanka           |
| 31. Mai 2017       | Kabul (Afghanistan)                                    | Bombenanschlag in Kabul am 31. Mai 2017 | | | Selbstmordattentäter mit Autobombe                                                                    | Regierungsviertel, Zivilisten | 92 (+1)    | 491       | Krieg in Afghanistan               |
| 03. Juli 2016      | Bagdad (Irak)                                          | Bombenattentat in Bagdad am 3. Juli 2016 | Islamischer Staat                                                                                            | salafistisch, wahhabitisch | Selbstmordattentäter mit Autobombe                                                                    | Einkaufszentrum, Zivilisten | 382 (+1)   | 200       | Aufstand im Irak (nach US-Rückzug) |
| 20. November 1979  | Mekka (Saudi-Arabien)                                  | Besetzung der Großen Moschee 1979 | Ichwān | islamistisch, wahhabitisch | Geiselnahme                                                                                           | al-Haram-Moschee, Pilger | 127 (+117) | 450+      |                                    |
| 08. Dezember 2009  | Bagdad (Irak)                                          | [ 104 ] [ 105 ] [ 106 ] [ 107 ] [ 108 ] [ 109 ] | al-Qaida im Irak                                                                                             | salafistisch, wahhabitisch, panislamisch, antikommunistisch, antizionistisch, antisemitisch                                                        | 5 Selbstmordattentäter mit Autobomben                                                                 | Finanzministerium, Gerichtsgebäude, Innenministerium, Justizinstitut, Technische Hochschule | 127 (+5)   | 448       | Irakischer Widerstand              |
| 25. Juni 2015      | Ain al-Arab (Syrien)                                   | [ 110 ] | Islamischer Staat                                                                                            | salafistisch, wahhabitisch | Autobombe, Schusswaffen                                                                               | Grenzübergang, Sicherheitskräfte, Zivilisten | 258 (+79)  | 300+      | Bürgerkrieg in Syrien seit 2011    |
| 09. September 2012 | Irak                                                   | [ 111 ] [ 112 ] [ 113 ] [ 114 ] [ 115 ] [ 116 ] [ 117 ] [ 118 ] [ 119 ] [ 120 ] [ 121 ] [ 122 ] [ 123 ] [ 124 ] [ 125 ] [ 126 ] [ 127 ] [ 128 ] [ 129 ] [ 130 ] [ 131 ] [ 132 ] [ 133 ] [ 134 ] [ 135 ] [ 136 ] [ 137 ] [ 138 ] [ 139 ] [ 140 ] [ 141 ] [ 142 ] [ 143 ] [ 144 ] [ 145 ] | al-Qaida im Irak                                                                                             | salafistisch, wahhabitisch, panislamisch, antikommunistisch, antizionistisch, antisemitisch                                                        | Autobomben, Schusswaffen, Sprengsätze                                                                 | Café, Restaurant, Märkte, Polizeirekrutierungszentrum, Regierungsgebäude, Fahrzeug, Soldat, Französisches Konsulat, Hotel, Polizeipersonal, Polizeikonvoi, Kontrollpunkte, Regierungskonvoi, Polizeistation, Moschee, Zivilisten | 98         | 457       | Aufstand im Irak (nach US-Rückzug) |
| 14. Juni 1995      | Budjonnowsk (Russland)                                 | Geiselnahme von Budjonnowsk | Tschetschenische Republik Itschkerien                                                                        | autonomistisch-tschetschenisch | Geiselnahme                                                                                           | Krankenhaus | 140+       | 415+      | Erster Tschetschenienkrieg         |
| 30. Oktober 2008   | Assam (Indien)                                         | [ 147 ] [ 148 ] | National Democratic Front of Boroland                                                                        | autonomistisch, boro-nationalistisch, marxistisch, sozialistisch, demokratisch                                                                     | Autobomben                                                                                            | Zivilisten | 81         | 470       | Aufstand im Nordosten Indiens      |
| 13. November 2015  | Paris, Saint-Denis (Frankreich)                        | Terroranschläge am 13. November 2015 in Paris | Islamischer Staat                                                                                            | salafistisch, wahhabitisch | 7 Selbstmordattentäter, Granaten, Sturmgewehre, Schusswaffen                                          | Stadion, Restaurants, Bataclan, Veranstaltung, Bar, Zivilisten | 130 (+7)   | 413       |                                    |
| 14. Juli 2016      | Nizza (Frankreich)                                     | Anschlag in Nizza | Mohamed Lahouaiej Bouhlel                                                                                    | islamistisch | Lkw, Pistole                                                                                          | Strandpromenade, Veranstaltung, Zivilisten | 85 (+1)    | 434       |                                    |
| 20. März 2015      | Sanaa (Jemen)                                          | [ 160 ] [ 161 ] [ 162 ] [ 163 ] | Islamischer Staat                                                                                            | salafistisch, wahhabitisch | 4 Selbstmordattentäter, einer mit Autobombe                                                           | Moscheen | 156 (+4)   | 350       | Huthi-Konflikt                     |
| 27. März 2007      | Tal Afar (Irak)                                        | [ 164 ] [ 165 ] | | | 2 Selbstmordattentäter mit Autobomben                                                                 | Zivilisten | 152 (+2)   | 351       | Irakischer Widerstand              |
| 04. April 1992     | nahe Jijiga (Äthiopien)                                | [ 166 ] | Äthiopische Revolutionäre Volkspartei                                                                        | kommunistisch, marxistisch-leninistisch | Automatische Schusswaffe(n)                                                                           | Friedensmarsch | 200        | 300       | Oromo-Konflikt                     |

### 400+
| Datum/Beginn      | Ort                                            | Artikel/Nachweis | Täter                                               | Politische Ausrichtung                                                                      | Mittel | Ziel | Tote      | Verletzte | Hintergrund                        |
| ----------------- | ---------------------------------------------- | --- | --------------------------------------------------- | ------------------------------------------------------------------------------------------- | --- | --- | --------- | --------- | ---------------------------------- |
| 26. November 2008 | Mumbai (Indien)                                | Anschläge am 26. November 2008 in Mumbai | Deccan Mujahideen, Laschkar-e Taiba                 | islamistisch                                                                                | Kalaschnikows, Granaten, RDX-Zeitbomben                                                                                 | Bahnhof, 2 Hotels, Leopold Cafe, Krankenhaus, Bürokomplex, Tankstelle | 172 (+11) | 327+ (+1) |                                    |
| 10. Dezember 1997 | Gisenyi (Ruanda)                               | [ 175 ] | Hutu-Extremisten                                    |                                                                                             | Messer | Flüchtlingslager | 271       | 227       | Völkermord in Ruanda               |
| 29. Oktober 2022  | Mogadischu (Somalia)                           | Anschlag in Mogadischu am 29. Oktober 2022 | al-Shabaab                                          | wahhabitisch, islamistisch                                                                  | 2 Autobomben | Bildungsministerium | 121+      | 350+      | Somalischer Bürgerkrieg            |
| 08. Mai 2002      | Eastern Equatoria (Sudan)                      | [ 177 ] [ 178 ] [ 179 ] [ 180 ] [ 181 ] [ 182 ] | Lord’s Resistance Army                              | christlich                                                                                  | Schusswaffen, Brandstiftung                                                                                             | Dörfer, Zivilisten | 470       |           | LRA-Konflikt                       |
| 23. November 2006 | Bagdad (Irak)                                  | [ 183 ] |                                                     |                                                                                             | 3 Selbstmordattentäter mit Autobomben, 2 Autobomben, 2 Mörser                                                           | Zivilisten | 202       | 257       | Irakischer Widerstand              |
| 18. Juli 1987     | Inhambane (Mosambik)                           | [ 184 ] | Resistência Nacional Moçambicana                    | nationalistisch, konservativ                                                                | Automatische Schusswaffe(n)                                                                                             | Dorf | 388       | 70        | Mosambikanischer Bürgerkrieg       |
| 24. Juli 1996     | Colombo (Sri Lanka)                            | [ 185 ] | Liberation Tigers of Tamil Eelam                    | autonomistisch, tamilisch-sozialistisch                                                     | Sprengstoff | Pendlerzug | 61        | 391       | Bürgerkrieg in Sri Lanka           |
| 28. August 1997   | Provinz Blida (Algerien)                       | [ 186 ] |                                                     |                                                                                             | Messer | Dorf | 256       | 194       | Algerischer Bürgerkrieg            |
| 15. November 2013 | Tripolis (Libyen)                              | [ 187 ] |                                                     |                                                                                             | Schusswaffen, Panzerfäuste                                                                                              | Milizgebäude | 42        | 400       |                                    |
| 16. Februar 2017  | Sehwan Sharif (Pakistan)                       | [ 188 ] |                                                     |                                                                                             | Selbstmordattentäter | Sufi-Schrein | 90 (+1)   | 350+      | Konflikt in Nordwest-Pakistan      |
| 24. November 2017 | Bir al-Abd (Ägypten)                           | Anschlag auf die al-Rawda-Moschee | Islamischer Staat                                   | salafistisch, wahhabitisch                                                                  | Raketenwerfer, Sprengsätze, Maschinengewehre, Brandstiftung                                                             | Gläubige in Moschee, eintreffende Rettungskräfte | 311+      | 127+      | Sinai-Aufstand                     |
| 25. Juli 2018     | as-Suwaida (Syrien)                            | [ 190 ] | Islamischer Staat                                   | salafistisch, wahhabitisch                                                                  | Mehrere Selbstmordattentäter, Schusswaffen, Geiselnahme                                                                 | Verteidigungspositionen, Zivilisten, Gemüsemarkt | 255 (+63) | 180       | Bürgerkrieg in Syrien seit 2011    |
| 27. März 2016     | Lahore (Pakistan)                              | Terroranschlag in Lahore am 27. März 2016 | Tehrik-i-Taliban Pakistan                           | deobandisch, islamisch-fundamentalistisch                                                   | Selbstmordattentäter | Park | 78 (+1)   | 351       | Konflikt in Nordwest-Pakistan      |
| 03. Dezember 2006 | Bagdad (Irak)                                  | [ 192 ] [ 193 ] [ 194 ] |                                                     |                                                                                             | 3 Autobomben | Zivilisten | 160       | 267       | Irakischer Widerstand              |
| 10. Mai 2012      | Damaskus (Syrien)                              | [ 195 ] | al-Nusra-Front                                      | salafistisch, wahhabitisch                                                                  | 2 Selbstmordattentäter mit Autobomben                                                                                   | Militärgebäude, Zivilisten | 55 (+2)   | 370       | Bürgerkrieg in Syrien seit 2011    |
| 19. August 1978   | Abadan (Iran)                                  | Brandanschlag Cinema Rex | Volksmodschahedin                                   | islamisch-marxistisch, nationalistisch                                                      | Brandstiftung | Gebäude | 422       |           |                                    |
| 11. August 2001   | Angola                                         | [ 197 ] | União Nacional para a Independência Total de Angola | konservativ, angolanisch-nationalistisch, christlich-demokratisch, maoistisch               | Landmine, Automatische Schusswaffen                                                                                     | Flüchtlinge in Passagierzug | 259       | 160+      | Bürgerkrieg in Angola              |
| 21. April 2017    | Masar-e Scharif (Afghanistan)                  | [ 198 ] | Taliban                                             | deobandisch-fundamentalistisch, paschtunisch, islamistisch                                  | Selbstmordattentäter mit Granaten, Panzerfäusten und (Maschinen)gewehren                                                | Militärstützpunkt | 256 (+10) | 160+      | Krieg in Afghanistan               |
| 19. April 2016    | Kabul (Afghanistan)                            | Terroranschlag in Kabul am 19. April 2016 | Taliban, Haqqani-Netzwerk                           | deobandisch-fundamentalistisch, paschtunisch, islamistisch                                  | Selbstmordattentäter mit Autobombe, Schusswaffen                                                                        | NDS-Gebäude, Zivilisten | 68 (+3)   | 347       | Krieg in Afghanistan seit 2001     |
| 07. August 2015   | Kabul (Afghanistan)                            | [ 201 ] | vermutlich Taliban                                  | deobandisch-fundamentalistisch, paschtunisch, islamistisch                                  | Selbstmordattentäter mit Autobombe                                                                                      | Regierungsgebäude, Zivilisten | 15 (+1)   | 400       | Krieg in Afghanistan               |
| 31. März 2012     | Hat Yai (Thailand)                             | [ 202 ] | vermutlich Separatisten                             | autonomistisch                                                                              | Autobombe | Hotel | 14        | 400       | Konflikt in Südthailand seit 2004  |
| 30. Dezember 1997 | Provinz Ain Defla, Provinz Relizane (Algerien) | [ 203 ] [ 204 ] |                                                     |                                                                                             | Messer | Dörfer | 412       | 0         | Algerischer Bürgerkrieg            |
| 12. Oktober 2002  | Kuta (Indonesien)                              | Anschlag von Bali 2002 | Jemaah Islamiyah                                    | islamistisch                                                                                | 2 Selbstmordattentäter, einer mit Autobombe                                                                             | US-Konsulat, Touristen in Lokalen | 202 (+2)  | 209       |                                    |
| 23. Juli 2012     | Irak                                           | [ 207 ] [ 208 ] [ 209 ] [ 210 ] [ 211 ] [ 212 ] [ 213 ] [ 214 ] [ 215 ] [ 216 ] [ 217 ] [ 218 ] [ 219 ] [ 220 ] [ 221 ] [ 222 ] [ 223 ] [ 224 ] [ 225 ] [ 226 ] [ 227 ] [ 228 ] [ 229 ] [ 230 ] [ 231 ] [ 232 ] [ 233 ] [ 234 ] [ 235 ] [ 236 ] [ 237 ] [ 238 ] [ 239 ] [ 240 ] [ 241 ] [ 242 ] [ 243 ] [ 244 ] [ 245 ] [ 246 ] [ 247 ] [ 248 ] | al-Qaida im Irak                                    | salafistisch, wahhabitisch, panislamisch, antikommunistisch, antizionistisch, antisemitisch | Schusswaffen, Mörser, Autobomben, Sprengsätze, Selbstmordattentäter, Motorradbomben, Selbstmordattentäter mit Autobombe | Militärkasernen, Wohnviertel, Polizisten, Restaurant, Regierungsgebäude, Moschee, Wohngebäude, Arbeiter, Medizinisches Zentrum, Minibus, Militärpatrouille, Märkte, Kontrollpunkte, Tankstelle, Polizeistation, Krankenhaus, Café, Polizeistreife | 108 (+2)  | 301       | Aufstand im Irak (nach US-Rückzug) |
| 25. August 2017   | Luanda (Angola)                                | [ 249 ] | União Nacional para a Independência Total de Angola | konservativ, angolanisch-nationalistisch, christlich-demokratisch, maoistisch               | Giftgas | Veranstaltung | 0         | 405+      |                                    |
| 25. Juni 1996     | Khobar (Saudi-Arabien)                         | [ 250 ] | Hezbollah Al-Hejaz                                  | islamistisch                                                                                | Autobombe | Apartmentkomplex | 19        | 386       |                                    |
| 05. Oktober 2023  | Homs (Syrien)                                  | [ 251 ] |                                                     |                                                                                             | Drohnen | Militärzeremonie, Zivilisten | 125       | 277       | Bürgerkrieg in Syrien seit 2011    |
| 15. August 2014   | Ninawa (Irak)                                  | [ 252 ] | Islamischer Staat                                   | salafistisch, wahhabitisch                                                                  | Schusswaffen, Entführung                                                                                                | Jesidische Zivilisten | 400+      |           | Aufstand im Irak (nach US-Rückzug) |
| 03. Juni 2014     | Borno (Nigeria)                                | [ 253 ] [ 254 ] [ 255 ] [ 256 ] | Boko Haram                                          | wahhabitisch, islamistisch                                                                  | Sturmgewehre, Panzerfäuste                                                                                              | Dörfer | 400       |           | Scharia-Konflikt in Nigeria        |
| 17. Januar 2009   | Orientale (Demokratische Republik Kongo)       | [ 257 ] | Lord’s Resistance Army                              | christlich                                                                                  | Brandstiftung, Äxte | Gläubige in Kirche, Zivilisten, Wohnungen, Geschäfte | 400       |           | LRA-Konflikt                       |
| 07. Juli 2007     | Amerli (Irak)                                  | [ 258 ] |                                                     |                                                                                             | Selbstmordattentäter mit Autobombe                                                                                      | Markt | 150+      | 250+      | Irakischer Widerstand              |
| 19. Oktober 1984  | Lalibela (Äthiopien)                           | [ 259 ] | Volksbefreiungsfront von Tigray                     | marxistisch-leninistisch                                                                    | | Stadt | 200       | 200       | Äthiopischer Bürgerkrieg           |

### 300+
| Datum/Beginn       | Ort                                      | Artikel/Nachweis | Täter                                               | Politische Ausrichtung                                                                       | Mittel | Ziel | Tote      | Verletzte | Hintergrund                                                                    |  |
| ------------------ | ---------------------------------------- | --- | --------------------------------------------------- | -------------------------------------------------------------------------------------------- | --- | --- | --------- | --------- | ------------------------------------------------------------------------------ |  |
| 21. Mai 2012       | Sanaa (Jemen)                            | [ 260 ] | al-Qaida auf der Arabischen Halbinsel               | salafistisch, antizionistisch, antisemitisch                                                 | Selbstmordattentäter                                                                                                  | Militärparade | 96 (+1)   | 300       | Huthi-Konflikt                                                                 |  |
| 22. Juli 2011      | Oslo, Utøya (Norwegen)                   | Anschläge in Norwegen 2011 | Anders Behring Breivik                              | rechtsextremistisch                                                                          | Autobombe, Schusswaffen                                                                                               | Regierungsviertel, Jugendcamp | 77        | 319+      |                                                                                |  |
| 26. Juli 1983      | Benguela (Angola)                        | [ 263 ] | União Nacional para a Independência Total de Angola | konservativ, angolanisch-nationalistisch, christlich-demokratisch, maoistisch                | Landmine(n) | Passagierzüge | 77        | 319       | Bürgerkrieg in Angola                                                          |  |
| 28. November 2014  | Kano (Nigeria)                           | [ 264 ] | Boko Haram                                          | wahhabitisch, islamistisch                                                                   | 2 Selbstmordattentäter, Sprengsatz, Schusswaffen                                                                      | Moschee, fliehende Gläubige | 120 (+2)  | 270       | Scharia-Konflikt in Nigeria                                                    |  |
| 18. Oktober 2007   | Karatschi (Pakistan)                     | [ 265 ] | vermutlich Harkat-ul-Jihad al-Islami                | islamisch-fundamentalistisch                                                                 | Granate, Selbstmordattentäter                                                                                         | Veranstaltung | 139 (+2)  | 250+      | Konflikt in Nordwest-Pakistan                                                  |  |
| 30. August 1974    | Tokio (Japan)                            | Anschlag auf Mitsubishi Heavy Industries 1974 | East Asia Anti-Japan Armed Front                    | kommunistisch, antiimperialistisch, anti-japanisch                                           | Sprengsatz | Mitsubishi-Heavy-Industries-Zentrale | 8         | 378       |                                                                                |  |
| 26. August 2021    | Kabul (Afghanistan)                      | Anschlag am Flughafen Kabul 2021 | IS                                                  | salafistisch, wahhabitisch                                                                   | ein Selbstmordattentäter                                                                                              | Flughafen Kabul, Soldaten, Zivilisten | 183       | 200+      | Krieg in Afghanistan                                                           |  |
| 04. September 2014 | Ghazni (Afghanistan)                     | [ 267 ] [ 268 ] [ 269 ] | Taliban                                             | deobandisch-fundamentalistisch, paschtunisch, islamistisch                                   | 4 Selbstmordattentäter, zwei mit Autobombe                                                                            | Regierungsgebäude, Zivilisten | 35 (+4)   | 350       | Krieg in Afghanistan                                                           |  |
| 18. Juli 1994      | Buenos Aires (Argentinien)               | Anschlag von Buenos Aires 1994 | Ibrahim Hussein Berro (vermutlich Hisbollah)        | islamisch-nationalistisch, antizionistisch, antiimperialistisch, antiwestlich, antisemitisch | Selbstmordattentäter mit Autobombe                                                                                    | Jüdisches Gemeindezentrum | 85 (+1)   | 300+      |                                                                                |  |
| 01. Oktober 1981   | Beirut (Libanon)                         | [ 271 ] | Front for the Liberation of Lebanon from Foreigners |                                                                                              | Autobombe | Polizeihauptquartier | 83        | 300       | Libanesischer Bürgerkrieg                                                      |  |
| 23. Oktober 1983   | Beirut (Libanon)                         | Anschlag auf den US-Stützpunkt in Beirut 1983 | Hisbollah                                           | islamisch-nationalistisch, antizionistisch, antiimperialistisch, antiwestlich, antisemitisch | 2 Selbstmordattentäter mit Autobomben                                                                                 | US-Militärstützpunkt | 305 (+2)  | 75        | Libanesischer Bürgerkrieg                                                      |  |
| 20. Juni 1973      | Buenos Aires (Argentinien)               | Massaker von Ezeiza | Rechte Peronisten                                   | peronistisch                                                                                 | Schusswaffen | Linke Peronisten | 13+       | 365+      |                                                                                |  |
| 23. Mai 1996       | Bubanza (Burundi)                        | [ 274 ] | Tutsi-Extremisten                                   |                                                                                              | | Dorf | 375       | 0         | Völkermorde in Burundi                                                         |  |
| 14. Juli 1987      | Karatschi (Pakistan)                     | [ 275 ] |                                                     |                                                                                              | Autobombe | Bushaltestelle | 75        | 300       |                                                                                |  |
| 22. März 2016      | Brüssel, Zaventem (Belgien)              | Terroranschläge in Brüssel am 22. März 2016 | Islamischer Staat                                   | salafistisch, wahhabitisch                                                                   | 3 Selbstmordattentäter                                                                                                | Flughafen, U-Bahnhof | 32 (+3)   | 340       |                                                                                |  |
| 21. September 2013 | Nairobi (Kenia)                          | Überfall auf das Westgate-Einkaufszentrum | al-Shabaab                                          | wahhabitisch, islamistisch                                                                   | Automatische Schusswaffen, Granaten, Geiselnahme                                                                      | Einkaufszentrum | 67 (+5)   | 300       | Somalischer Bürgerkrieg                                                        |  |
| 03. Februar 2007   | Bagdad (Irak)                            | [ 279 ] |                                                     |                                                                                              | Autobombe | Markt | 120       | 246       | Irakischer Widerstand                                                          |  |
| 01. Februar 2004   | Erbil (Irak)                             | [ 280 ] [ 281 ] |                                                     |                                                                                              | 2 Selbstmordattentäter                                                                                                | Parteigebäude | 98 (+2)   | 267       | Irakischer Widerstand                                                          |  |
| 07. Oktober 2023   | Reʿim (Israel)                           | Massaker von Reʿim | Hamas                                               | palästinensisch-nationalistisch, sunnitisch-islamistisch, antizionistisch, antisemitisch     | Schusswaffen, Granaten                                                                                                | Musikfestival | 364       |           | Israelisch-Palästinensischer Konflikt, Terrorangriff der Hamas auf Israel 2023 |  |
| 23. Juni 2017      | Parachinar (Pakistan)                    | [ 283 ] [ 284 ] | Jamaat-ul-Ahrar                                     | islamistisch                                                                                 | Selbstmordattentäter, Sprengsatz                                                                                      | Markt | 78 (+1)   | 282       | Konflikt in Nordwest-Pakistan                                                  |  |
| 10. August 2013    | Irak                                     | [ 285 ] [ 286 ] [ 287 ] [ 288 ] [ 289 ] [ 290 ] [ 291 ] [ 292 ] [ 293 ] [ 294 ] [ 295 ] [ 296 ] [ 297 ] [ 298 ] [ 299 ] [ 300 ] [ 301 ] [ 302 ] [ 303 ] [ 304 ] [ 305 ] [ 306 ]                                                 | Islamischer Staat                                   | salafistisch, wahhabitisch                                                                   | 4 Sprengsätze, 18 Autobomben, Selbstmordattentäter mit Autobombe                                                      | Tankstelle, Cafés, Moschee, Park, Restaurant, Parkplatz, Märkte, Zivilisten | 88 (+1)   | 271       | Aufstand im Irak (nach US-Rückzug)                                             |  |
| 16. März 2007      | al-Anbar (Irak)                          | [ 307 ] [ 308 ] [ 309 ] | vermutlich al-Qaida im Irak                         | salafistisch, wahhabitisch, panislamisch, antikommunistisch, antizionistisch, antisemitisch  | 3 Selbstmordattentäter mit Autobomben                                                                                 | Kontrollpunkte, Polizisten, Soldaten | 2 (+3)    | 352       | Irakischer Widerstand                                                          |  |
| 16. Januar 2013    | Irak                                     | [ 310 ] [ 311 ] [ 312 ] [ 313 ] [ 314 ] [ 315 ] [ 316 ] [ 317 ] [ 318 ] [ 319 ] [ 320 ] [ 321 ] [ 322 ] [ 323 ] | al-Qaida im Irak                                    | salafistisch, wahhabitisch, panislamisch, antikommunistisch, antizionistisch, antisemitisch  | 2 Selbstmordattentäter mit Autobombe, Autobomben, Schusswaffen, Sprengsätze, Haftbomben, Scharfschützengewehr, Mörser | Parteibüros, Polizeistreife, Polizeifahrzeuge, Kontrollpunkte, Theater, Soldaten, Wohngebäude, Zivilisten, Moschee, Schiitische Pilger, Bushaltestelle, Militärpatrouille, Restaurant, Regierungsmitglied | 64 (+2)   | 289       | Aufstand im Irak (nach US-Rückzug)                                             |  |
| 13. Juni 2012      | Irak                                     | [ 324 ] [ 325 ] [ 326 ] [ 327 ] [ 328 ] [ 329 ] [ 330 ] [ 331 ] [ 332 ] [ 333 ] [ 334 ] [ 335 ] [ 336 ] [ 337 ] [ 338 ] [ 339 ] [ 340 ] [ 341 ] [ 342 ] [ 343 ] [ 344 ] [ 345 ] [ 346 ] [ 347 ] [ 348 ] [ 349 ] [ 350 ] [ 351 ] | al-Qaida im Irak                                    | salafistisch, wahhabitisch, panislamisch, antikommunistisch, antizionistisch, antisemitisch  | Selbstmordattentäter mit Autobombe, Autobomben, Schusswaffen, Sprengsätze, Haftbombe                                  | Restaurant, Polizeiakademie, Moschee, Polizisten, Markt, Polizeistreifen, Militärpatrouillen, Kontrollpunkt, Polizeigebäude, Parteibüro                                                                   | 72 (+1)   | 281       | Aufstand im Irak (nach US-Rückzug)                                             |  |
| 28. Mai 2010       | Pashchim Medinipur (Indien)              | Eisenbahnunfall von Manikpara | Maoisten                                            | maoistisch                                                                                   | Sabotage | Gleisanlagen, Güterzug, Expresszug | 148       | 200+      | Naxalitenaufstand                                                              |  |
| 23. August 2013    | Tripoli (Libanon)                        | [ 353 ] [ 354 ] | vermutlich Islamic Unification Movement             |                                                                                              | 2 Autobomben | Moscheen | 47        | 300       |                                                                                |  |
| 02. März 2004      | Kerbela (Irak)                           | [ 355 ] | vermutlich Tawhid al-Jihad                          | salafistisch, wahhabitisch                                                                   | Selbstmordattentäter, Mörser                                                                                          | Schiitische Pilger | 109 (+1)  | 233       | Irakischer Widerstand                                                          |  |
| 16. September 1920 | New York City (USA)                      | Bombenanschlag auf die Wall Street 1920 | vermutlich Anarchisten                              | anarchistisch                                                                                | Sprengsatz in Pferdewagen                                                                                             | Börse | 38        | 300       | Rote Angst                                                                     |  |
| 27. Januar 2018    | Kabul (Afghanistan)                      | [ 356 ] [ 357 ] | Taliban                                             | deobandisch-fundamentalistisch, paschtunisch, islamistisch                                   | Selbstmordattentäter mit Autobombe                                                                                    | Stadtzentrum, Regierungsbüros | 103       | 235       | Krieg in Afghanistan                                                           |  |
| 28. September 2015 | Kundus (Afghanistan)                     | [ 358 ] | Taliban                                             | deobandisch-fundamentalistisch, paschtunisch, islamistisch                                   | Schusswaffen, Brandstiftung                                                                                           | Gefängnis, Gebäude, Sicherheitskräfte, Zivilisten | 40 (+200) | 296       | Krieg in Afghanistan                                                           |  |
| 13. Juli 2018      | Mastung (Pakistan)                       | [ 359 ] [ 360 ] [ 361 ] | Islamischer Staat                                   | salafistisch, wahhabitisch                                                                   | Selbstmordattentäter                                                                                                  | Wahlkundgebung | 149 (+1)  | 186       | Konflikt in Nordwest-Pakistan                                                  |  |
| 17. Mai 1974       | Dublin, Monaghan (Irland)                | [ 362 ] [ 363 ] | Ulster Volunteer Force                              | protestantisch-unionistisch                                                                  | 4 Autobomben | Zivilisten | 35        | 300       | Nordirlandkonflikt                                                             |  |
| 15. August 1998    | Omagh (Vereinigtes Königreich)           | Bombenanschlag von Omagh 1998 | Real Irish Republican Army                          | autonomistisch, irisch-katholisch                                                            | Sprengsatz | Markt | 29        | 300+      | Nordirlandkonflikt                                                             |  |
| 23. Juni 1985      |                                          | Air-India-Flug 182 | Babbar Khalsa                                       | autonomistisch, sikhistisch                                                                  | Sprengstoff | Flugzeug | 329       | 0         | Aufstand im Punjab                                                             |  |
| 15. Juli 2010      | Zahedan (Iran)                           | [ 366 ] | Mohammad Rigi, Abdolbasset Rigi (Dschundollah)      | salafistisch-dschihadistisch, regierungsfeindlich, belutschisch-nationalistisch              | 2 Selbstmordattentäter                                                                                                | Moschee, Versammlung | 28 (+2)   | 300+      |                                                                                |  |
| 30. Januar 1995    | Algier (Algerien)                        | [ 367 ] | Groupe Islamique Armé                               | salafistisch, wahhabitisch                                                                   | Selbstmordattentäter mit Autobombe                                                                                    | Polizeihauptquartier | 42 (+1)   | 286       | Algerischer Bürgerkrieg                                                        |  |
| 08. März 1985      | Beirut (Libanon)                         | Beiruter Autobombenanschlag vom 8. März 1985 | angeblich Central Intelligence Agency               |                                                                                              | Autobombe | Gebäude | 75        | 250       | Libanesischer Bürgerkrieg                                                      |  |
| 30. Juni 2019      | Mopti (Mali)                             | [ 369 ] | vermutlich Dogon-Extremisten                        |                                                                                              | Schusswaffen | Dörfer, Dogon-Zivilisten | 23        | 300+      | Konflikt in Nordmali (seit 2012)                                               |  |
| 30. Januar 2023    | Peschawar (Pakistan)                     | Anschlag in Peschawar 2023 | Jamaat-ul-Ahrar                                     | islamistisch                                                                                 | Selbstmordattentäter                                                                                                  | Moschee, Polizisten, Zivilisten | 101       | 220+      | Konflikt in Nordwest-Pakistan                                                  |  |
| 14. Dezember 2009  | Haut-Uele (Demokratische Republik Kongo) | [ 372 ] [ 373 ] | LRA                                                 | christlich                                                                                   | Entführung | Dörfer | 321       |           | LRA-Konflikt                                                                   |  |
| 28. Oktober 2009   | Peschawar (Pakistan)                     | [ 374 ] | vermutlich Tehrik-i-Taliban Pakistan                | deobandisch, islamisch-fundamentalistisch                                                    | Autobombe | Markt | 120       | 200       | Konflikt in Nordwest-Pakistan                                                  |  |
| 23. August 1984    | Teheran (Iran)                           | [ 375 ] | Mujahadin Khalq                                     |                                                                                              | Sprengstoff | Bahnhof | 18        | 300       | Erster Golfkrieg                                                               |  |
| 07. Dezember 2002  | Maimansingh (Bangladesch)                | [ 376 ] |                                                     |                                                                                              | Sprengstoff | Kinos | 17        | 300       |                                                                                |  |
| 05. Mai 2014       | Borno (Nigeria)                          | [ 377 ] | Boko Haram                                          | wahhabitisch, islamistisch                                                                   | Panzerfäuste, Automatische Schusswaffen                                                                               | Dorf | 315       |           | Scharia-Konflikt in Nigeria                                                    |  |
| 07. August 2009    | Ninawa (Irak)                            | [ 378 ] |                                                     |                                                                                              | Selbstmordattentäter mit Autobombe                                                                                    | Moschee | 39 (+1)   | 276       | Irakischer Widerstand                                                          |  |
| 30. März 2007      | Tal Afar (Irak)                          | [ 379 ] |                                                     |                                                                                              | Massenexekution mittels Sprengstoff                                                                                   | Zivilisten | 145       | 170       | Irakischer Widerstand                                                          |  |
| 12. März 2006      | Bagdad (Irak)                            | [ 380 ] |                                                     |                                                                                              | Autobomben | Märkte | 62        | 250+      | Irakischer Widerstand                                                          |  |
| 23. Juli 2016      | Kabul (Afghanistan)                      | Terroranschlag in Kabul am 23. Juli 2016 | Islamischer Staat                                   | salafistisch, wahhabitisch                                                                   | 3 Selbstmordattentäter                                                                                                | Demonstranten | 80 (+3)   | 230       | Krieg in Afghanistan seit 2001                                                 |  |
| 20. September 2008 | Islamabad (Pakistan)                     | Bombenanschlag auf das Marriott-Hotel in Islamabad |                                                     |                                                                                              | Selbstmordattentäter mit Autobombe                                                                                    | Hotel | 60+ (+1)  | 250+      | Konflikt in Nordwest-Pakistan                                                  |  |
| 29. November 2016  | Ninawa (Irak)                            | [ 383 ] [ 384 ] | Islamischer Staat                                   | salafistisch, wahhabitisch                                                                   | Massenexekution | Ehemalige Polizisten | 300+      | 0         | Aufstand im Irak (nach US-Rückzug)                                             |  |
| 24. Februar 2016   | Benue (Nigeria)                          | [ 385 ] [ 386 ] [ 387 ] [ 388 ] [ 389 ] [ 390 ] | Fulani-Extremisten                                  |                                                                                              | Schusswaffen | Dörfer | 300+      |           | Scharia-Konflikt in Nigeria                                                    |  |
| 07. Februar 2016   | Mossul (Irak)                            | [ 391 ] | Islamischer Staat                                   | salafistisch, wahhabitisch                                                                   | Massenexekution | Sicherheitskräfte, Zivilisten | 300       | 0         | Aufstand im Irak (nach US-Rückzug)                                             |  |
| 19. Juni 1999      | Taraba (Nigeria)                         | [ 392 ] |                                                     |                                                                                              | Macheten | Zivilisten | 100+      | 200+      |                                                                                |  |
| 17. November 1997  | Gisenyi (Ruanda)                         | [ 393 ] | Hutu-Extremisten                                    |                                                                                              | | Gefängnis | 300       | 0         | Völkermord in Ruanda                                                           |  |
| 29. August 2003    | Nadschaf (Irak)                          | [ 394 ] | Tawhid al-Jihad                                     | salafistisch, wahhabitisch                                                                   | Autobombe | Schrein | 100+      | 200+      | Irakischer Widerstand                                                          |  |
| 27. Juli 2021      | Somali (Äthiopien)                       | [ 395 ] | Afarische Milizionäre                               |                                                                                              | | | 300       |           | Zweiter Äthiopischer Bürgerkrieg                                               |  |
| 20. April 1995     | Atiak (Uganda)                           | Atiak-Massaker | Lord’s Resistance Army                              | christlich                                                                                   | Schusswaffen | Dorf, Zivilisten | 300       |           | LRA-Konflikt                                                                   |  |
| 13. Februar 1984   | nahe Heglig (Sudan)                      | [ 397 ] | Christliche Extremisten                             |                                                                                              | Granate(n) | Passagierdampfer | 300       | 0         | Sezessionskrieg im Südsudan                                                    |  |
| 15. August 1980    | Suchitoto (El Salvador)                  | [ 398 ] |                                                     |                                                                                              | Automatische Schusswaffe(n)                                                                                           | Militärstützpunkt | 300       | 0         | Salvadorianischer Bürgerkrieg                                                  |  |

## Liste der Anschläge mit den meisten Toten

### 300+
| Datum/Beginn       | Ort                                                    | Artikel/Nachweis                                | Täter                                              | Politische Ausrichtung                                                                       | Mittel                                                             | Ziel                                                 | Tote       | Hintergrund                                                                    |
| ------------------ | ------------------------------------------------------ | ----------------------------------------------- | -------------------------------------------------- | -------------------------------------------------------------------------------------------- | ------------------------------------------------------------------ | ---------------------------------------------------- | ---------- | ------------------------------------------------------------------------------ |
| 13. April 1994     | Kigali (Ruanda)                                        | [ 399 ]                                         | Interahamwe                                        | rechtsextremistisch                                                                          | Automatische Schusswaffe(n), Macheten                              | Kirche, Tutsi-Flüchtlinge                            | 4000+      | Völkermord in Ruanda                                                           |
| 11. September 2001 | New York City, Arlington County, Somerset County (USA) | Terroranschläge am 11. September 2001           | al-Qaida                                           | islamistisch                                                                                 | Flugzeuge                                                          | Gebäude                                              | 2977 (+19) |                                                                                |
| 18. Februar 1983   | Assam (Indien)                                         | Massaker von Nellie                             | Assam-Bewegung                                     | nationalistisch                                                                              | Speere, Hiebwaffen, Knüppel, Schusswaffen                          | Bengalische Muslime                                  | 2191       | Assam-Bewegung                                                                 |
| 12. Juni 2014      | Tikrit (Irak)                                          | Massaker von Tikrit                             | Islamischer Staat                                  | salafistisch, wahhabitisch                                                                   | Entführung, Massenexekution                                        | Soldaten                                             | 1566       | Aufstand im Irak (nach US-Rückzug)                                             |
| 03. August 2014    | Sindschar (Irak)                                       | [ 406 ]                                         | Islamischer Staat                                  | salafistisch, wahhabitisch                                                                   | Entführung                                                         | Jesidische Zivilisten                                | 953        | Aufstand im Irak (nach US-Rückzug)                                             |
| 16. Dezember 2018  | Bandundu (Demokratische Republik Kongo)                | [ 407 ] [ 408 ] [ 409 ] [ 410 ]                 |                                                    |                                                                                              | Schusswaffen, Macheten, Pfeil und Bogen, Brandstiftung, Entführung | Dörfer                                               | 890        |                                                                                |
| 24. Dezember 2008  | Haut-Uele (Demokratische Republik Kongo)               | Weihnachtsmassaker 2008                         | Lord’s Resistance Army                             | christlich                                                                                   | Äxte, Macheten, Brandstiftung, Entführung                          | Weihnachtskonzert, Kirche(n), Dörfer                 | 860+       | LRA-Konflikt                                                                   |
| 14. August 2007    | al-Qahtaniyya, al-Dschazira (Irak)                     | Anschlag von Sindschar                          | vermutlich al-Qaida im Irak                        | salafistisch, wahhabitisch, panislamisch, antikommunistisch, antizionistisch, antisemitisch  | 4 Autobomben                                                       | Jesiden                                              | 796        | Irakischer Widerstand                                                          |
| 17. März 2000      | Kasese (Uganda)                                        | [ 418 ] [ 419 ]                                 | Bewegung für die Einsetzung der Zehn Gebote Gottes | religiös                                                                                     | Massensuizid                                                       | Sektenmitglieder                                     | 778        |                                                                                |
| 10. Juni 2014      | Badusch (Irak)                                         | [ 420 ]                                         | Islamischer Staat                                  | salafistisch, wahhabitisch                                                                   | Massenexekution                                                    | Schiitische Gefängnisinsassen                        | 670        | Aufstand im Irak (nach US-Rückzug)                                             |
| 11. Juni 1990      | Ostprovinz (Sri Lanka)                                 | [ 421 ] [ 422 ] [ 423 ] [ 424 ] [ 425 ]         | Liberation Tigers of Tamil Eelam                   | autonomistisch, tamilisch-sozialistisch                                                      | Automatische Schusswaffen                                          | Polizeistationen, unbewaffnete Polizisten            | 600–774    | Bürgerkrieg in Sri Lanka                                                       |
| 14. Oktober 2017   | Mogadischu (Somalia)                                   | Anschlag in Mogadischu am 14. Oktober 2017      | al-Shabaab                                         | wahhabitisch, islamistisch                                                                   | 2 Selbstmordattentäter mit Autobomben                              | Flughafen, Hotel, Zivilisten                         | 589 (+1)   | Somalischer Bürgerkrieg                                                        |
| 11. November 1993  | Kilinochchi (Sri Lanka)                                | [ 428 ]                                         | LTTE                                               | autonomistisch, tamilisch-sozialistisch                                                      | Schusswaffen, Geiselnahme                                          | Militärstützpunkt, Soldaten                          | 500 (+470) | Bürgerkrieg in Sri Lanka                                                       |
| 08. Mai 2002       | Eastern Equatoria (Sudan)                              | [ 429 ] [ 430 ] [ 431 ] [ 432 ] [ 433 ] [ 434 ] | Lord’s Resistance Army                             | christlich                                                                                   | Schusswaffen, Brandstiftung                                        | Dörfer, Zivilisten                                   | 470        | LRA-Konflikt                                                                   |
| 19. August 1978    | Abadan (Iran)                                          | Brandanschlag Cinema Rex                        | Volksmodschahedin                                  | islamisch-marxistisch, nationalistisch                                                       | Brandstiftung                                                      | Gebäude                                              | 422        |                                                                                |
| 30. Dezember 1997  | Provinz Ain Deflaa, Provinz Relizane (Algerien)        | [ 436 ] [ 437 ]                                 |                                                    |                                                                                              | Messer                                                             | Dörfer                                               | 412        | Algerischer Bürgerkrieg                                                        |
| 15. August 2014    | Ninawa (Irak)                                          | [ 438 ]                                         | Islamischer Staat                                  | salafistisch, wahhabitisch                                                                   | Schusswaffen, Entführung                                           | Jesidische Zivilisten                                | 400+       | Aufstand im Irak (nach US-Rückzug)                                             |
| 03. Juni 2014      | Borno (Nigeria)                                        | [ 439 ] [ 440 ] [ 441 ] [ 442 ]                 | Boko Haram                                         | wahhabitisch, islamistisch                                                                   | Sturmgewehre, Panzerfäuste                                         | Dörfer                                               | 400        | Scharia-Konflikt in Nigeria                                                    |
| 17. Januar 2009    | Orientale (Demokratische Republik Kongo)               | [ 443 ]                                         | Lord’s Resistance Army                             | christlich                                                                                   | Brandstiftung, Äxte                                                | Gläubige in Kirche, Zivilisten, Wohnungen, Geschäfte | 400        | LRA-Konflikt                                                                   |
| 18. Juli 1987      | Inhambane (Mosambik)                                   | [ 444 ]                                         | Resistência Nacional Moçambicana                   | nationalistisch, konservativ                                                                 | Automatische Schusswaffe(n)                                        | Dorf                                                 | 388        | Mosambikanischer Bürgerkrieg                                                   |
| 03. Juli 2016      | Bagdad (Irak)                                          | Bombenattentat in Bagdad am 3. Juli 2016        | Islamischer Staat                                  | salafistisch, wahhabitisch                                                                   | Selbstmordattentäter mit Autobombe                                 | Einkaufszentrum, Zivilisten                          | 382 (+1)   | Aufstand im Irak (nach US-Rückzug)                                             |
| 23. Mai 1996       | Bubanza (Burundi)                                      | [ 446 ]                                         | Tutsi-Extremisten                                  |                                                                                              |                                                                    | Dorf                                                 | 375        | Völkermorde in Burundi                                                         |
| 31. August 1999    | Buinaksk, Moskau, Wolgodonsk (Russland)                | Sprengstoffanschläge auf Wohnhäuser in Russland | angeblich tschetschenische Separatisten            | autonomistisch-tschetschenisch                                                               | Sprengsätze                                                        | Einkaufspassage, Wohngebäude                         | 367        | Zweiter Tschetschenienkrieg                                                    |
| 07. Oktober 2023   | Reʿim (Israel)                                         | Massaker von Reʿim                              | Hamas                                              | palästinensisch-nationalistisch, sunnitisch-islamistisch, antizionistisch, antisemitisch     | Schusswaffen, Granaten                                             | Musikfestival                                        | 364        | Israelisch-Palästinensischer Konflikt, Terrorangriff der Hamas auf Israel 2023 |
| 01. September 2004 | Beslan (Russland)                                      | Geiselnahme von Beslan                          | Rijadus-Salichin                                   | autonomistisch tschetschenisch, islamistisch                                                 | 34 Selbstmordattentäter mit Schusswaffen, Geiselnahme              | Schule                                               | 333 (+32)  | Zweiter Tschetschenienkrieg                                                    |
| 23. Juni 1985      |                                                        | Air-India-Flug 182                              | Babbar Khalsa                                      | autonomistisch, sikhistisch                                                                  | Sprengstoff                                                        | Flugzeug                                             | 329        | Aufstand im Punjab                                                             |
| 14. Dezember 2009  | Haut-Uele (Demokratische Republik Kongo)               | [ 451 ] [ 452 ]                                 | Lord’s Resistance Army                             | christlich                                                                                   | Entführung                                                         | Dörfer                                               | 321        | LRA-Konflikt                                                                   |
| 05. Mai 2014       | Borno (Nigeria)                                        | [ 453 ]                                         | Boko Haram                                         | wahhabitisch, islamistisch                                                                   | Panzerfäuste, Automatische Schusswaffen                            | Dorf                                                 | 315        | Scharia-Konflikt in Nigeria                                                    |
| 24. November 2017  | Bir al-Abd (Ägypten)                                   | Anschlag auf die al-Rawda-Moschee               | Islamischer Staat                                  | salafistisch, wahhabitisch                                                                   | Raketenwerfer, Sprengsätze, Maschinengewehre, Brandstiftung        | Gläubige in Moschee, eintreffende Rettungskräfte     | 311+       | Sinai-Aufstand                                                                 |
| 23. Oktober 1983   | Beirut (Libanon)                                       | Anschlag auf den US-Stützpunkt in Beirut 1983   | Hisbollah                                          | islamisch-nationalistisch, antizionistisch, antiimperialistisch, antiwestlich, antisemitisch | 2 Selbstmordattentäter mit Autobomben                              | US-Militärstützpunkt                                 | 305 (+2)   | Libanesischer Bürgerkrieg                                                      |
| 29. November 2016  | Ninawa (Irak)                                          | [ 457 ] [ 458 ]                                 | Islamischer Staat                                  | salafistisch, wahhabitisch                                                                   | Massenexekution                                                    | Ehemalige Polizisten                                 | 300+       | Aufstand im Irak (nach US-Rückzug)                                             |
| 24. Februar 2016   | Benue (Nigeria)                                        | [ 459 ] [ 460 ] [ 461 ] [ 462 ] [ 463 ] [ 464 ] | Fulani-Extremisten                                 |                                                                                              | Schusswaffen                                                       | Dörfer                                               | 300+       | Scharia-Konflikt in Nigeria                                                    |
| 07. Februar 2016   | Mossul (Irak)                                          | [ 465 ]                                         | Islamischer Staat                                  | salafistisch, wahhabitisch                                                                   | Massenexekution                                                    | Sicherheitskräfte, Zivilisten                        | 300        | Aufstand im Irak (nach US-Rückzug)                                             |
| 27. Juli 2021      | Somali (Äthiopien)                                     | [ 466 ]                                         | Afarische Milizionäre                              |                                                                                              |                                                                    |                                                      | 300        | Zweiter Äthiopischer Bürgerkrieg                                               |
| 17. November 1997  | Gisenyi (Ruanda)                                       | [ 467 ]                                         | Hutu-Extremisten                                   |                                                                                              |                                                                    | Gefängnis                                            | 300        | Völkermord in Ruanda                                                           |
| 20. April 1995     | Atiak (Uganda)                                         | Atiak-Massaker                                  | Lord’s Resistance Army                             | christlich                                                                                   | Schusswaffen                                                       | Dorf, Zivilisten                                     | 300        | LRA-Konflikt                                                                   |
| 13. Februar 1984   | nahe Heglig (Sudan)                                    | [ 469 ]                                         | Christliche Extremisten                            |                                                                                              | Granate(n)                                                         | Passagierdampfer                                     | 300        | Sezessionskrieg im Südsudan                                                    |
| 15. August 1980    | Suchitoto (El Salvador)                                | [ 470 ]                                         |                                                    |                                                                                              | Automatische Schusswaffe(n)                                        | Militärstützpunkt                                    | 300        | Salvadorianischer Bürgerkrieg                                                  |